# South Park (25.ª temporada)
A viségima quinta temporada da série animada americana South Park estreou no Comedy Central em 2 de fevereiro de 2022 e foi encerrada em 16 de março do mesmo ano.

## Produção
A temporada foi a primeira a ser produzida como parte do acordo firmado em 2021 entre os criadores da série, Trey Parker e Matt Stone, com a MTV Entertainment Studios. O acordo previa a produção de novas temporadas da série até 2027, ampliando o total de temporadas para trinta, bem como o lançamento de quatorze filmes exclusivamente para a plataforma de streaming Paramount+.

## Episódios
| Número | Episódio | Título                                                                                          | Dirigido por | Escrito por | Exibição original       | Exibição no Brasil      | Cód. de produção |
| --- | -------- | ----------------------------------------------------------------------------------------------- | ------------ | ----------- | ----------------------- | ----------------------- | ---------------- |
| 312 | 1        | "Pajama Day" "Dia do Pijama"                                                                    | Trey Parker  | Trey Parker | 2 de fevereiro de 2022  | 8 de fevereiro de 2022  | 2501             |
| Após um episódio de desrespeito ao Sr. Garrison, o Diretor PC proíbe a participação da turma do quarto ano no Dia do Pijama. Mesmo com o protesto das crianças, o diretor se recusa a voltar atrás.                             |          |                                                                                                 |              |             |                         |                         |                  |
| 313 | 2        | "The Big Fix" "A Grande Redenção"                                                               | Trey Parker  | Trey Parker | 9 de fevereiro de 2022  | 15 de fevereiro de 2022 | 2502             |
| Randy convida a família Black para um jantar na Fazenda Tegridade e Stan fica surpreso ao descobrir a verdadeira pronúncia do nome de Token.                                                                                    |          |                                                                                                 |              |             |                         |                         |                  |
| 314 | 3        | "City People" "Pessoas da Cidade"                                                               | Trey Parker  | Trey Parker | 16 de fevereiro de 2022 | 22 de fevereiro de 2022 | 2503             |
| Quando a mãe de Cartman consegue um emprego como agente imobiliária, Cartman decide abrir seu próprio negócio imobiliário. |          |                                                                                                 |              |             |                         |                         |                  |
| 315 | 4        | "Back to the Cold War" "De Volta à Guerra Fria"                                                 | Trey Parker  | Trey Parker | 2 de março de 2022      | 8 de março de 2022      | 2504             |
| Com a Invasão da Ucrânia pela Rússia, Mackey se prepara para uma guerra nuclear, enquanto Butters se prepara para uma competição de adestramento.                                                                               |          |                                                                                                 |              |             |                         |                         |                  |
| 316 | 5        | "Help, My Teenager Hates Me!" "Socorro, Meu Adolescente me Odeia!"                              | Trey Parker  | Trey Parker | 9 de março de 2022      | 15 de março de 2022     | 2505             |
| Os meninos começam a jogar com armas de Airsoft, mas precisam passar tempo com adolescentes que lhes causam problemas. |          |                                                                                                 |              |             |                         |                         |                  |
| 317 | 6        | "Credigree Weed St. Patrick's Day Special" "Maconha Malandrági Especial do Dia de São Patrício" | Trey Parker  | Trey Parker | 16 de março de 2023     | 22 de março de 2022     | 2506             |
| Enquanto Butters está animado para comemorar o Dia de São Patrício, Randy enfrenta problemas com Steve Black. Butters fica chocado ao descobrir que a maioria das pessoas em South Park não sabe o que é o Dia de São Patrício. |          |                                                                                                 |              |             |                         |                         |                  |

## Recepção
Nathan Romberg, do site Screen Rant, considerou que o número limitado de episódios da temporada foi prejudicial para um desenvolvimento adequeado do enredo. Ritter Fan, do site Plano Crítico,deu à temporada uma nota 4/5, com a classificação "ótimo". Ele concluiu que "apesar de encurtada, a 25ª temporada de South Park é, depois de um longo intervalo pandêmico, um retorno à forma, uma espécie de aperitivo que Trey Parker e Matt Stone nos oferecem em preparação aos pratos principais que virão compassadamente ao longo da próxima meia década".